# Операция «Чингисхан»
Операция «Чингисхан» — кодовое имя операции по проведению превентивного удара, осуществлённой ВВС Пакистана против передовых авиабаз и радарных установок ВВС Индии вечером 3 декабря 1971 года, которая фактически обозначила начало боевых действий в Третьей индо-пакистанской войне. Атака, проведённая в три этапа между 17:39 и 23:00 часами, была нацелена на индийские авиабазы в Амритсаре, Амбале, Агре, Авантипуре, Биканере, Халваре, Джодхпуре, Джайсалмере, Патханкоте, Шпинагаре, Уттарлайе, а также радары ПВО в Амритсаре, Фаридкоте.
В своём радиообращении к нации тем же вечером тогдашний премьер-министр Индии Индира Ганди назвала авиаудары со стороны Пакистана объявлением войны Индии.. ВВС Индии той же ночью произвели серию ответных ударов, которые продолжились массированными атаками индийской авиации на следующее утро. ВВС Индии продолжали наносить удары по объектам пакистанских ВВС на протяжении всей войны. Заявления, выпущенные обеими сторонами на следующий день подтвердили «существование состояния войны между двумя странами», хотя формально ни одно из правительств не издало Декларацию об объявлении войны.

## Предпосылки
В марте 1971 года Восточный Пакистан (современная Бангладеш) объявил независимость от Пакистана, начав Войну за независимость Бангладеш, сопровождавшуюся ростом политической нестабильности и культурного национализма в Восточном Пакистане и применением в ответ на это грубой силы со стороны Западного Пакистана (см. Операция «Прожектор» и Зверства в Бангладеш 1971 года).
Карательные меры пакистанской армии были крайне жёстокими, что привело к бегству около 10 млн человек в восточные штаты Индии. Столкнувшись с нарастающей угрозой гуманитарного кризиса, Индия начала активно помогать и реорганизовывать бенгальскую повстанческую армию Мукти Бахини (Армия освобождения).
Действия Пакистана активно критиковались Индией, Советским Союзом, Японией и европейскими странами. Бедственное положение беженцев и их отрицательное влияние на индийскую экономику подчёркивались в выступлениях Индиры Ганди в ООН и ряде других организаций. Тем не менее, США и Китай не проявляли интереса к разворачивающемуся кризису и активно препятствовали помощи и вообще какой-либо поддержке Мукти Бахини (скорее всего, опасаясь усиления советского влияния в Южной Азии). Помощь Армии освобождения со стороны Индии не уменьшалась, и столкновения между ней и вооружёнными силами Пакистана становились всё более ожесточёнными. 9 августа 1971 года Индия подписала 20-летний договор о сотрудничестве с Советским Союзом, согласно которому, каждая страна обязывалась оказать помощь другой в случае нападения. Таким образом, Индия оказалась защищена от возможной американской или китайской агрессии в случае войны с Пакистаном. Для пакистанского руководства стала очевидной неизбежность вооружённой индийской интервенции и отделения Восточного Пакистана.

## Стратегия превентивного удара
С октября 1971 года Мукти-бахини проводит серию массированных рейдов в глубь территории Восточного Пакистана при активной поддержке индийской армии. К концу ситуация ухудшается, на Востоке фактически вспыхивает необъявленная война, когда совместными усилиями Индийская армия и Армия освобождения Бангладеш проводят наступление одновременно на западной и восточной границах Восточного Пакистана. Части регулярной индийской армии наносят сильнейшее поражение пакистанцам в битве при Гарипуре. В то же время в Атграме разворачивается наступление против пакистанских погранпостов и расположенных вдоль восточной границы центров связи. Параллельно Мукти Бахини наступает в Джессоре. Именно с этого момента в Исламабаде понимают, что открытый конфликт неизбежен, и что Восточный Пакистан не может быть защищён на какое-нибудь продолжительное время. В этот момент генерал Яхья Хан принимает решение сохранить единство Пакистана и снизить активность Индии, воспользовавшись стратегией Айюб Хана — «Ответственность за защиту Восточного Пакистана лежит на Западном».
Такая политика была основана на предположении, что открытый конфликт с Индией не будет долгим вследствие давления со стороны международного сообщества. А поскольку Восточный Пакистан беззащитен, военные усилия следует сосредоточить на занятии как можно более обширных областей Индии, чтобы после использовать их в качестве аргумента во время мирных переговоров. Для этой цели генерал Тикка Хан предложил провести наступление на Индию, в котором господство в воздухе ВВС Пакистана должно «обеспечить максимальную поддержку этому наступлению». Начальные планы наступления подразумевали по крайней мере временное господство в воздухе ВВС Пакистана, благодаря чему войска Хана должны были провести молниеносную кампанию вглубь Западной Индии, а после окопаться и занять оборону. В целях достижения превосходства в воздухе Пакистан решил провести упреждающую атаку на индийские авиабазы под кодовым названием Операция «Чингисхан».
Второстепенной целью пакистанских ВВС было осуществление атак на дороги, по которым шло снабжение индийских войск, противостоявших наступающим силам генерала Хана, однако они были согласованы уже после начала операции.

## Операция «Чингисхан»
Удары ВВС Пакистана основывались на той же стратегии, которую использовали израильские ВВС против египетских воздушных сил (Операция "Мокед") в ходе шестидневной войны, и подразумевавшей превентивный удар по военно-воздушной инфраструктуре противника.
Решение нанести превентивный авиаудар было принято 30 ноября 1971 года во время встречи Президента Пакистана генерала Яхья Хана, Главнокомандующего армией Пакистана генерала Абдул Хамид Хана и Начальника Генштаба генерал-лейтенанта Гуль Хассан Хана.
Были обозначены следующие цели удара:
- Нанести внезапный удар по передовым базам ВВС Индии в момент, когда последние ожидают атаки менее всего.

- Нейтрализовать их с целью получения как минимум временного абсолютного превосходства в воздухе в зоне конфликта на Западе.

- Нивелировать численное превосходство индийцев, нанеся удар по передовым оперативным базам Индийских ВВС, и ограничив тем самым возможности для контратак на собственные базы.

Чтобы усилить эффект неожиданности, удар было решено нанести в пятницу, в джума-намаз (мусульманский Шаббат), в 17:45 — время смены дежурств в контрольных центрах ВВС Индии. Помня опыт операций против индийских воздушных сил в ходе второй индо-пакистанской войны, атака на индийские авиабазы должна была пройти в 2 волны во время наступления сумерек и продолжиться серией ночных налётов, которые должны были затруднить действия противника. В плане также учитывалось, что индийские базы оснащены сооружениями, защищающими самолёты во время вражеской атаки (см. blast pen). Учитывалось и то, что поражение таких целей, как топливохранилища, склады боеприпасов и командные пункты, будет сопряжено с определёнными трудностями, ввиду их закамуфлированности. Поэтому первичными целями операции являлись ВПП и радары ПВО.

## Первые удары
Окончательный приказ о начале операции поступил в 17:30. В 17:40 первые отряды были уже в воздухе и взяли курс на намеченные цели. Официально, по правительственным каналам было объявлено, что авиаудары являются ответом на атаки расположенных вдоль западной границы посты пакистанских рейнджеров со стороны регулярных частей индийской армии, которые осуществлялись при поддержке ВВС Индии. Позже индийцы отрицали какие бы то ни было столкновения на Западном Фронте. Тем не менее, радары ПВО Индии не сумели засечь приближающиеся самолёты противника. Только вой двигателей пакистанских самолётов сообщил индийцам о начинающейся атаке на их авиабазы. Взвывшие сирены воздушной тревоги подсказали репортёрам, собиравшимся на ежедневный брифинг по поводу ситуации в Восточном Пакистане, что что-то происходит.
Две первые волны составляли 32 самолёта, среди которых было 24 Canadair F-86F «Sabre» и 8 «Мираж III», вооружённых бомбами, а также 4 Lockheed F-104 Starfighter с пушечным вооружением. Налёты проводились в один заход на сравнительно большой высоте, пилотам было приказано не опускаться ниже 300 метров, чтобы снизить вероятность поражения огнём с земли.
- Патханкот — Первой приняла на себя удар авиабаза в Патханкоте. Ведомое двумя Mirage III (самолёт разведки и самолёт сопровождения)[1] звено из шести F-86F приблизилось со стороны Мюрида (Murid), атаковав Патханкот неуправляемыми ракетами и сбросив несколько 125-кг авиабомб. Основной целью этого налёта являлась ВПП, которая пострадала незначительно, и индийским военным потребовалось только несколько часов на её восстановление.[23] Самолёты индийских ВВС не были подняты по тревоге, поэтому атакующие столкнулись лишь с огнём ПВО. Патханкот прикрывался перехватчиками из Адампура, прикрывавшими затем авиабазу, пока наземный персонал восстанавливал ВПП.[24]

- Амритсар — В 17:45 4 «Миража» со стороны Саргодхи атаковали авиабазу в Амритсаре.[23] Ведущий самолёт нёс 2 авиабомбы по 500 кг, которые, будучи удачно сброшены, повредили первые 300 метров ВПП, сделав их непригодными для использования на несколько часов.[24] Однако взлётно-посадочная полоса в Амритсаре была восстановлена той же ночью и смогла принять подразделения МиГ-21 и Су-7, которые совершили налёт на авиабазы Рафуки следующим же утром. Второй налёт, в котором участвовало 2 Lockheed F-104 Starfighter атаковали радарную станцию «П-35» в Амритсаре, прервав её работу примерно на час. Индийские зенитчики заявили об одном сбитом F-104 во время попытки прицельно атаковать радар, однако Пакистан опроверг это утверждение.[23]

- Шринагар — Сринагар подвергся атаке шести F-86F в 17:50[23], прилетевших со стороны Пешавара. В результате их атаки 250-кг бомбами загорелся аэропорт Шринагара. Однако и этот налёт был неудачным, потому что он не нанёс значительного урона. Шринагар был атакован повторно тем же вечером в ходе последующих налётов, на этот раз уже ВТС С-130.[23] Тем не менее, авиабаза Шринагар избежала сильных повреждений.

- Авантипур — был атакован в то же время, что и Шринагар, примерно в 17:50 самолётом F-86 Sabre.[23] Поскольку на авиабазе Авантипура в это время не было дислоцировано ни одного самолёта индийских ВВС, налёт не принёс никаких значимых результатов.

- Фаридкот — В 17:53 два F-104A приблизились со стороны Масрура (Masroor) и ударили пушечным огнём по радарной станции в Фаридкоте.[23] В результате был значительно повреждён радар «П-35», а также уничтожен лёгкий самолёт, стоявший около ВПП.

Все пакистанские самолёты, задействованные в первой волне, вернулись невредимыми. Однако приказ не опускаться ниже 300 метров отрицательно сказался на эффективности атаки, в результате чего наземный персонал индийских ВВС, сдерживаемый только последующими волнами атаки, смог ликвидировать причинённый ущерб в течение одной лишь последующей ночи.
В течение этого налёта, длившегося 45 минут, войска Пакистана провели артиллерийский обстрел западной границы Индии и рапортовали о пересечении границы в районе Пунча (Punch) в штате Джамму.

## Повторные удары
Третья волна противовоздушной операции ВВС Пакистана имела своими целями Амбалу, Агру и Халвару, началась около 18:00 и продолжалась как минимум до 22:30. В ней было задействовано 2 группы самолётов, среди которых было 15 B-57 Canberra, четыре T-33 и один C-130. Семь B-57 совершали налёты поодиночке, по крайней мере 2 из них были сбиты этим вечером огнём индийской ПВО около Амритсара и Халвары. Однако, несмотря на потери, как и во время первого налёта, эти атаки не нанесли серьёзного ущерба, за исключением авиабаз в Уттарлайе (Uttarlai) и Халваре (Halwara), где в некоторой мере сорвали индийские приготовления к ответному удару (см. ниже).
- Амбала — была атакована двумя B-57, которые сбросили на ВПП 8 бомб, причинив, однако, минимальный ущерб.

- Агра — Как и Амбала, Агра, которая являлась самой дальней целью для пакистанских ВВС, была атакована двумя B-57, которые нанесли минимальный ущерб. По иронии судьбы, в первой же ответной атаке ВВС Индии той ночью участвовали бомбардировщики «Canberra» британского производства эскадрильи № 5[4], базировавшейся в Агре.

- Халвара — была атакована дважды ночью 3-го декабря. Первый раз налёт совершили 2 B-57, которые сбросили 8 бомб на взлётно-посадочную полосу, три из которых попали в цель и причинили значительный ущерб. Второй налёт совершался одним бомбардировщиком B-57 около полуночи. Его приближение было зафиксировано радаром и службы ПВО были готовы. Самолёт сбросил несколько бомб на ВПП и аэродром, но во время выполнения второго захода был сбит ракетой «земля-воздух». Радио Пакистана позже заявило, что один из бомбардировщиков потерпел крушение, возвращаясь с задания.[24] Одна из бомб попала в уже снаряжённый самолёт (запалы были вставлены в бомбы), в результате взрыва которого был убит штурман из ракетной эскадрильи. Восстановление авиабазы в Халваре закончили только ранним утром.

- Амритсар и Биканер — Амритсар был атакован повторно около 22:10 одним самолётом, который снова повредил ВПП, однако был сбит неподалёку. Биканер и Патханкот не понесли значительного урона.

- Сирса — на Сирсу были сброшены бомбы с временным взрывателем, которые нанесли существенный ущерб взлётно-посадочной полосе. Её пришлось закрыть до конца ночи.[24]

- Уттарлай — Четыре T-33 из эскадрильи № 2 атаковали авиабазу Уттарлай, повредив ВПП. В то же время проходили повторные удары по Шринагару. Вторая атака на Уттарлай (Uttarlai) была проведена поздней ночью. Урон был настолько велик, что пришлось закрыть ВПП на 6 дней.
- Джайсалмер, Йодчпур и Джамнагар — На юге была произведена бомбардировка подземного силового кабеля в Джайсалмер, в результате чего его удалось отключить от электроснабжения и телефонной связи на 6 часов. В то же время Джодхпур был атакован двумя «Канберрами».

Последующие вылеты не помогли достичь значительных результатов в выполнении поставленных задач, а также не смогли воспрепятствовать подготовке ответных ударов индийских ВВС. Индийские лётчики были обучены пилотированию в ночных условиях и продолжали совершать ночные вылеты, которые получили название «Ночные письма из Уттарлайя», на протяжении всей войны.

## Ответные меры Индии
В то время как премьер-министр Индии Индира Ганди сразу после полуночи обратилась к нации по радио с сообщением о пакистанской атаке, Военно-воздушные силы Индии уже нанесли ответный удар. Около 21:00 бомбардировщики English Electric Canberra 35-й и 106-й эскадрилий, а также эскадрилий № 5 и № 16 были вооружены и готовы к осуществлению рейда вглубь пакистанской территории. Налёт пришёлся на 8 аэродромов Западного Пакистана: в Муриде, Мианвали, Саргоде (Sargodha), Чандере (Chander), Рисавале (Risalewala), Рафики (Rafiqui) и Масруре (Masroor). Всего этой ночью было выполнено 23 боевых вылета, в результате которых был нанесён серьёзный ущерб авиабазам в Саргоде (Sargodha) и Масруре (Masroor). Расположенные на этих базах боевые единицы ВВС Пакистана не участвовали в событиях на протяжении следующих двух дней.
В течение ночи индийские ВВС также нанесли удары по главным авиабазам в Восточном Пакистане в Тежгаоне и позже в Кумитолле (Kurmitolla). В то же время ВВС Индии перебросили на передовые аэродромы дополнительные силы для нанесения удара следующим утром. В течение двух дней они достигли полного превосходства в воздухе на Востоке, продолжая совершать налёты на авиабазы в Западном Пакистане, чтобы не дать ВВС Пакистана обеспечить поддержку наступающей Пакистанской армии.

## Анализ и итоги
Всего ВВС Пакистана сбросили 183 бомбы на 12 целевых ВПП, причём пилотами было отмечено 120 попаданий. Однако пакистанские ВВС не смогли выполнить своей исходной задачи по нейтрализации ВВС Индии на западе, несмотря на очевидную внезапность их атаки. Во время первой волны авианалёта индийские воздушные войска оказались неспособны оказать какое-либо сопротивление, кроме огня с земли. Урон инфраструктуре, хоть и ограниченный, был нанесен также потому, что третья волна атаки не встретила сопротивления в воздухе.
По сравнению с операцией «Мокед», которая была взята в качестве образца, операция «Чингисхан» провалилась практически целиком, не нанеся почти никакого физического и психологического урона ВВС Индии. Главной причиной этого стали источники индийской разведки в окружении Яхья Хана, которые сообщили информацию о готовящихся «сумеречных» налётах в последнюю неделю ноября, в результате чего индийские ВВС оказались готовы к предстоящей атаке. Уровень тревоги был повышен до красного, самолёты были переведены с передовых баз вечерами 1 и 2 декабря, поскольку предполагалось, что искомая дата — 1 декабря. Однако по настоянию главы разведки тревога была перенесена и на 3 число, что лишило пакистанцев целей во время их налёта на индийские базы.
Что важно, в операции «Чингисхан» была задействована только небольшая часть пакистанских ВВС. Если сравнивать с приготовлениями израильских ВВС к операции против военно-воздушных сил Египта в ходе Шестидневной войны, то следует отметить следующее: израильские лётчики тренировались, используя точные копии важнейших арабских авиабаз, а также применяли в ходе налётов специальное оружие (противоаэродромные бомбы BLU-107 Durandal), в то время как Пакистан был ограничен в возможностях предоставления необходимого обслуживания самолётам, поскольку США поставили новые запчасти только в марте. А значит и возможности для тренировок были ограничены. Неразвитая экономика Пакистана также не могла предоставить необходимое снабжение его вооружённым силам, а значит ВВС Пакистана испытывали нехватку боеприпасов для уничтожения военно-воздушной инфраструктуры противника. Ошибки разведки также привели к тому, что операция началась в то время, когда индийские военные только начали разворачивать переброску сил на оперативный простор.
Наконец, персонал ВВС из Восточного Пакистана мог сообщить о некоторых планах. Это привело к тому, что индийцы догадались о готовящейся акции по нанесению превентивного удара. Таким образом, развёрнутое широкомасштабное наступление было обречено на провал и на высокие потери. ВВС Пакистана остались на своих позициях, и не могли представлять серьёзной угрозы для операций индийских воздушных войск. Пакистан смог организовать тактический сюрприз, но не смог перенести его на стратегический уровень.